# Salt (Jordanië)
Salt (es-Salt of as-Salt) is een stad in Jordanië en is de hoofdplaats van het gouvernement Balka. Bij de volkstelling van 2004 telde Salt 73.528 inwoners. Sinds 2021 staat de stad op de Unesco-Werelderfgoedlijst.
Salt is een oud landbouwcentrum in het westen van Centraal-Jordanië. Het ligt aan een oude hoofdweg van Amman naar Jeruzalem in het Hoogland van Balqa, op een hoogte van 790 tot 1100 meter. De stad is opgebouwd op drie heuvels nabij de Jordaanvallei. Op een van de drie heuvels (Jebal Al Qal'a) bevindt zich de ruïne van een dertiende-eeuws fort.

## Geschiedenis
Salt vormde eens de hoofdstad van Jordanië. In de Byzantijnse periode stond het bekend als Saltus en vormde het de zetel van een bisschop. De plaats werd toen gezien als de belangrijkste stad op de Oostelijke Jordaanoever. De plaats werd verwoest door de Mongolen en vervolgens weer opgebouwd tijdens de regering van de mammelukse sultan Baibars (1260-1277) om opnieuw uit te groeien tot een regionaal centrum ten tijde van het Ottomaanse Rijk. Begin jaren 1830 werd Salt opnieuw verwoest, ditmaal tijdens een aanval door de Egyptische onderkoning Ibrahim Pasja tijdens zijn veldtochten tegen Palestina.
De stad maakte een nieuwe bloeiperiode door tegen het einde van de 19e eeuw, toen er zich handelaren uit Nablus vestigden, die hun handelsnetwerk wilden uitbreiden aan de oostzijde van de Jordaan. Door de instroom van nieuwkomers en kapitaal groeide Salt in korte tijd uit van een slapend regionaal landbouwcentrum tot een stad met een groot aantal monumentale gebouwen, veelal gebouwd in de Nablusi-stijl uit honingkleurig lokaal gesteente. Een deel van deze gebouwen overleefde de geschiedenis en vormt nu een van de toeristische attracties van de stad.
Na de Eerste Wereldoorlog werd de stad uitgekozen als plek waarvan de Britse hoge commissaris voor Palestina en Transjordanië Herbert Samuel zijn aankondiging deed dat de Britten een onafhankelijk Jordanië voorstonden (hetgeen werd toegekend in 1921).
Toen emir Abdoellah kort daarop aan de macht kwam leek het er even op dat Salt zou worden uitgekozen als de hoofdstad van het nieuwe koninkrijk. De redenen hiervoor waren dat Salt de grootste stad van het land was, het centrum vormde van het grootste deel van de industrie en de handel en 's lands enige hogeschool bezat. Aanvankelijk was Salt ook de hoofdstad, maar toen Abdoellah een meningsverschil kreeg met de notabelen van Salt, verplaatste hij zijn entourage naar Amman, dat daarop van een klein stadje van amper 20.000 inwoners in korte tijd uitgroeide tot het centrum van het land en Salt wederom achterbleef als provinciaal centrum.
In de buurt van de stad worden olijven, tomaten, druiven en perziken geteeld.
Petra ·
Quseir Amra ·
Um er-Rasas ·
Wadi Rum ·
Doopsite "Bethanië aan de overzijde van de Jordaan" (Al Maghtas) · 
Salt - De plaats van tolerantie en stedelijke gastvrijheid · 
Umm al-Jimāl